# Villafeliche
Villafeliche ist ein nordspanischer Ort und eine Gemeinde (municipio) mit 159 Einwohnern (Stand: 2024) im Westen der Provinz Saragossa und der Autonomen Region Aragonien. Der Ort gehört zur bevölkerungsarmen Serranía Celtibérica.

## Lage und Klima
Villafeliche liegt etwa 95 Kilometer (Luftlinie) südwestlich von Saragossa in einer Höhe von 640 m am Río Jiloca.
Das Klima ist gemäßigt bis warm; der eher spärliche Regen (ca. 448 mm/Jahr) fällt mit Ausnahme der eher trockenen Sommermonate übers Jahr verteilt.

## Bevölkerungsentwicklung
| Jahr      | 1970 | 1981 | 1991 | 2001 | 2011 | 2021 |
| Einwohner | 498  | 301  | 259  | 238  | 225  | 147  |

Die Mechanisierung der Landwirtschaft, die Aufgabe bäuerlicher Kleinbetriebe und der damit verbundene Verlust von Arbeitsplätzen führten seit der Mitte des 20. Jahrhunderts zu einem deutlichen Rückgang der Bevölkerung (Landflucht).

## Sehenswürdigkeiten
- Michaeliskirche

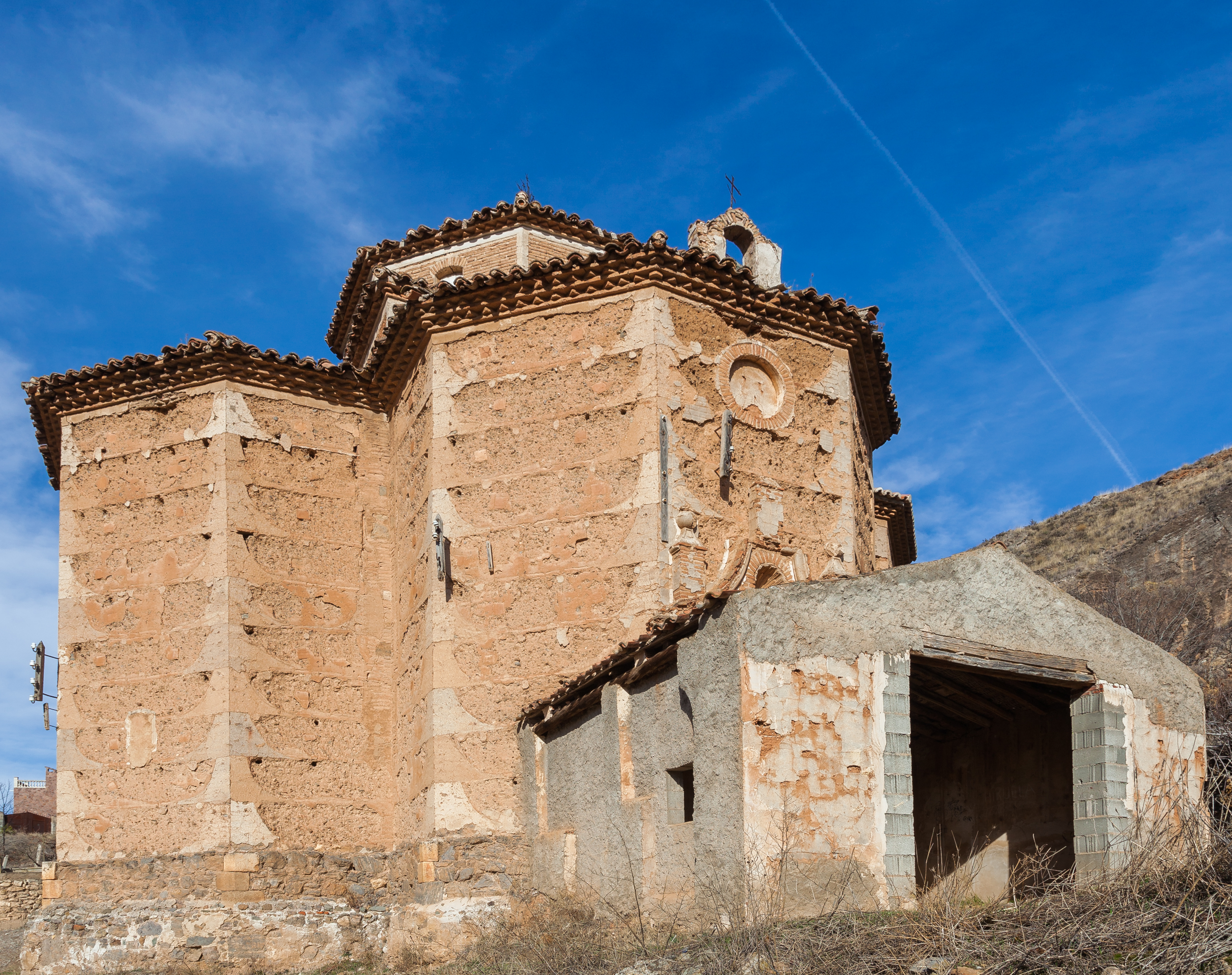
Kapelle San Roque
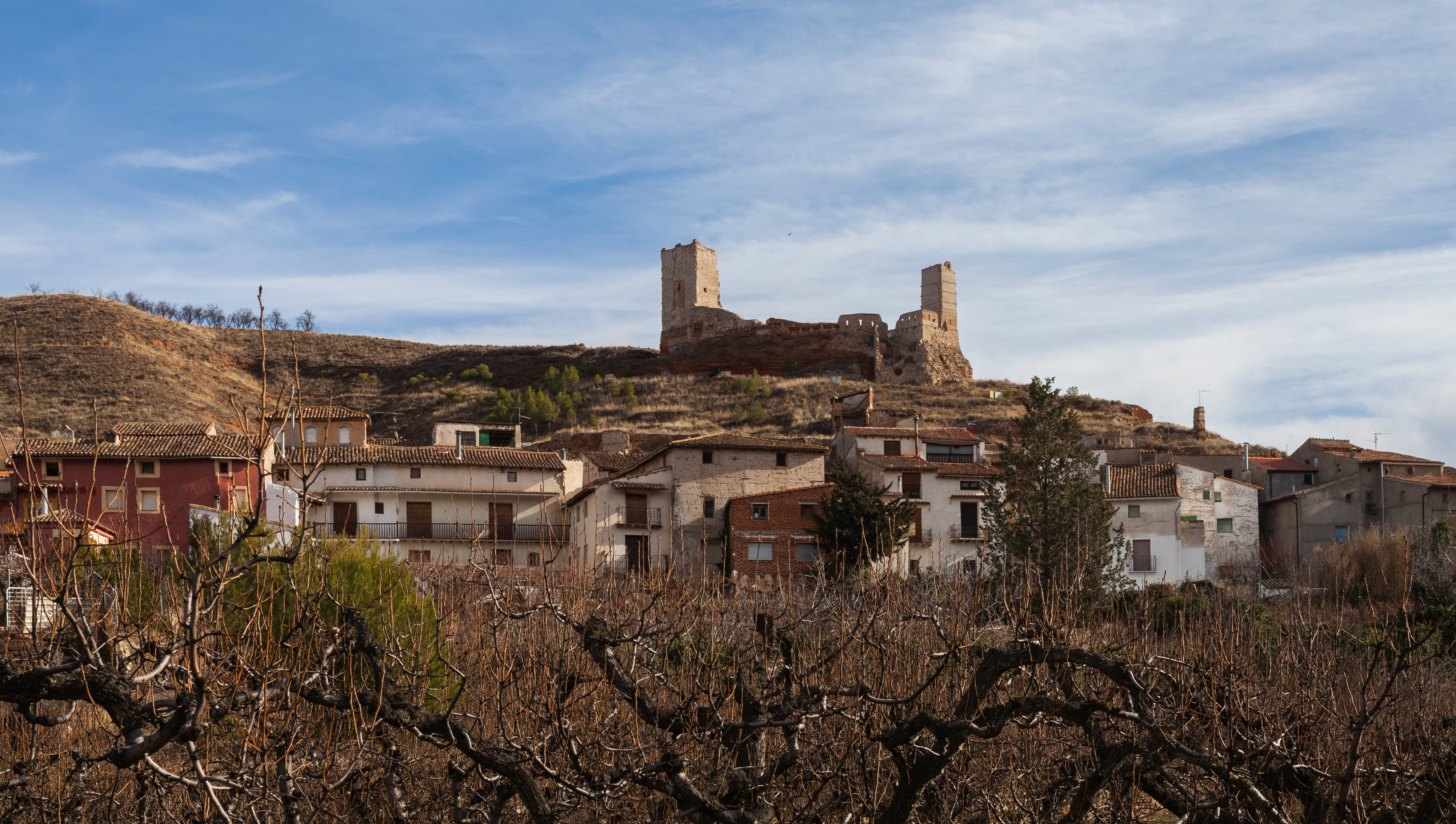
Burgruine

- Burgruine (Fortalezza de Villafeliz)
- alte Pulverfabrik

- Kapelle San Roque
- Burgruine

## Persönlichkeiten
- Ignacio Delgado (1762–1838), Bischof, Apostolischer Vikar von Osttonking und Heiliger der katholischen Kirche

## Gemeindepartnerschaft
Mit der italienischen Gemeinde Colfelice (Latium) besteht eine Partnerschaft.